# Fei Xiaotong

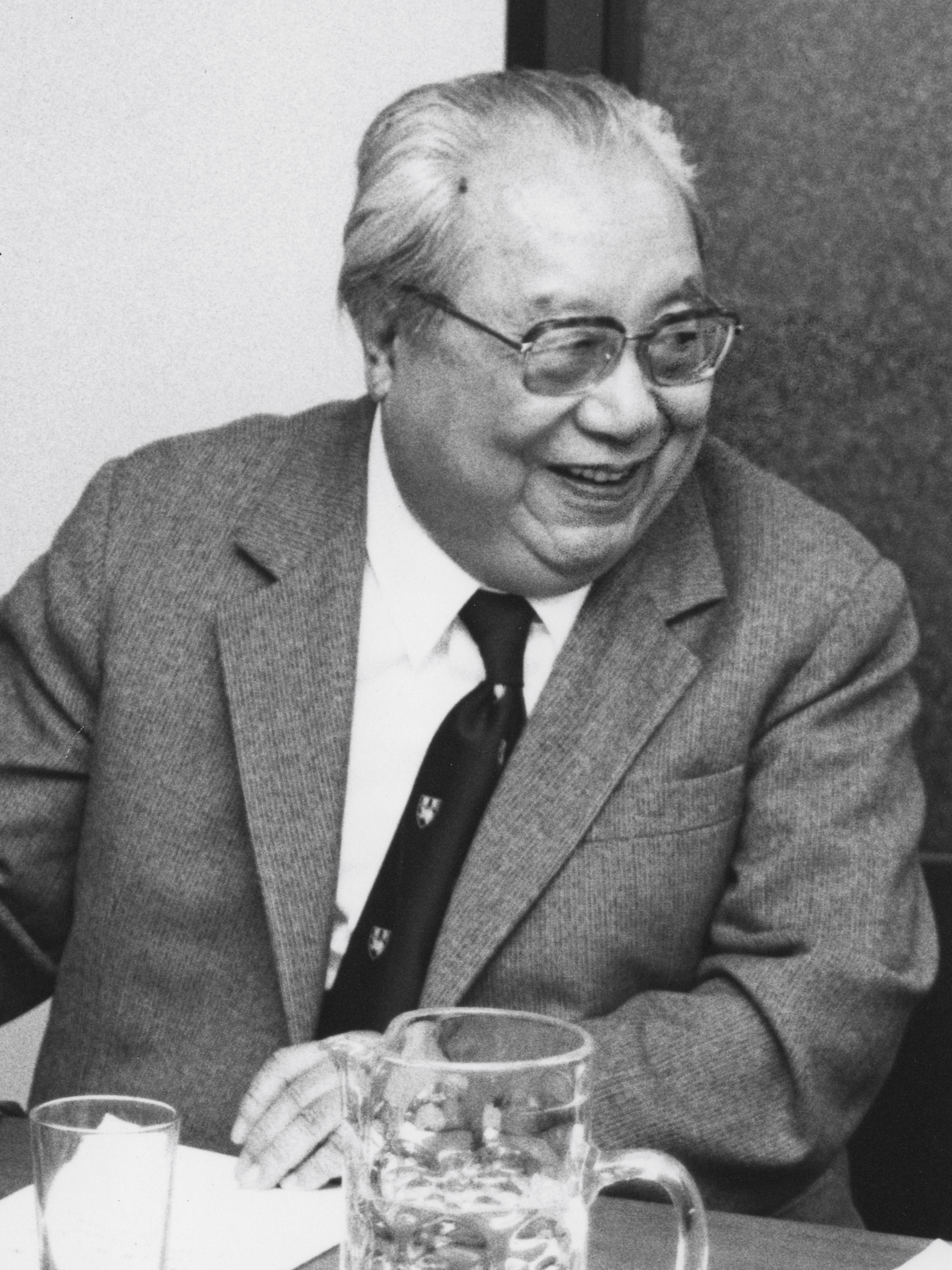
Fei Xiaotong, 1986

Fei Xiaotong (chinesisch 费孝通, Pinyin Fèi Xiàotōng, W.-G. Fei Hsiao-t'ung; * 2. November 1910 in Wujiang; † 24. April 2005 in Peking) war ein chinesischer Wissenschaftler und Professor für Soziologie, Anthropologie und Ethnologie. Seine Studien über ethnische Minderheiten Chinas waren bahnbrechend für die ethnologische Forschung in der Volksrepublik China. Er hatte den Lehrstuhl für Soziologie an der Peking-Universität inne.

## Leben
Fei Xiaotong studierte zunächst von 1930 bis 1935 an der Yanjing- und danach an der Tsinghua-Universität in Peking Soziologie und Ethnographie bei S.M. Shirokogoroff. Anschließend studierte er unter Bronisław Malinowski an der Universität London, wo er 1938 den PhD-Titel erwarb. Er kehrte nach China zurück. Weite Teile des Landes waren von Japan besetzt, und er wurde in Kunming (Provinz Yunnan) – einer Stadt, die nicht unter japanischer Besatzung und ein Zufluchtsort für viele Menschen war – Professor für Sozialanthropologie.
Seine ersten Feldforschungen führten ihn in die Gebirgsregionen des heutigen Autonomen Gebiets Guangxi der Zhuang-Nationalität. Seine erste wichtige Veröffentlichung, „Peasant Life in China“, die 1938 in Englisch erschien, war das Ergebnis dieser Studien.
Nach Gründung der Volksrepublik hatte Fei als herausragender Intellektueller eine wichtige Funktion für das geistige Leben in China. 1951 wurde er Stellvertretender Rektor der Zentralen Nationalitäten-Universität und 1954 als Mitglied der Nationalitätenkommission Abgeordneter des Ersten Nationalen Volkskongresses. 1957 wurde er als Rechtsabweichler kritisiert. Während der Kulturrevolution wurde er misshandelt und zu körperlicher Arbeit gezwungen. Doch schon vor Maos Tod konnte er als Professor an der Zentralen Nationalitäten-Universität ausländische Gäste empfangen. Nach 1978 hatte er die Aufgabe, die chinesischen Sozialwissenschaften, insbesondere Soziologie und Ethnologie, wieder aufzubauen. Im Jahr 1980 war er einer der Richter im Prozess gegen die „Viererbande“. Anschließend war er maßgeblich an der Entwicklung der Reformpolitik für die Landwirtschaft beteiligt, deren Erfolg die Grundlage für die dynamische Wirtschaftsentwicklung Chinas in den darauffolgenden Jahrzehnten war.
Er hatte mehrere – vor allem repräsentative Funktionen – im politischen System Chinas, unter anderem war er stellvertretender Vorsitzender der VI. Politischen Konsultativkonferenz des Chinesischen Volkes und Ehrenvorsitzender des Zentralkomitees der Demokratischen Liga Chinas.
Von 1982 bis zu seinem Tod war er Professor für Soziologie an der Peking-Universität, von 1985 bis zu seinem Tod auch Direktor des dortigen Soziologischen Instituts.

## Werke
- Globalization and cultural self-awareness. Springer, Heidelberg/New York/Dordrecht/London/Berlin 2015, ISBN 978-3-662-46647-6
- From the Soil (Xiangtu Zhongguo, 《鄉土中國》). University of California Press 1992. ISBN 0-520-07796-2. (Neuauflage, ursprünglich: 1947).
- Toward a People’s Anthropology (Maixiang renmin de renlei xue, 《迈向人民的人类学》). New World Press, Peking 1981.
- Chinese Village Close-Up (Sanfang jiangcun, 《三访江村》). New World Press, Peking 1983.
- 社会学文集 Shehui xue wenji (Gesammelte Schriften zur Soziologie). 天津人民出版社 Tianjin renmin chubanshe (Volksverlag Tianjin). 天津 Tianjin 1985.
  - Band 1: 民族与社会 Minzu yu shehui (Ethnos und Gesellschaft). 159 Seiten.
  - Band 2: 从事社会学五十年 Congshi shehui xue wushi nian (50 Jahre in der Soziologie). 169 Seiten.
  - Band 3: 社会学的探索 Shehui xue de tansuo (Die soziologische Forschung). 319 Seiten.
  - Band 4: 论小城镇及其他 Lun xiao chengzhen ji qita (Über Kleinstädte, Großgemeinden und anderes). 279 Seiten.
- 民族研究文集 Minzu yanjiu wenji (Gesammelte Schriften zur Nationalitätenforschung). 民族出版社 Minzu chubanshe (Nationalitätenverlag). 北京 Beijing 1988. ISBN 7-105-00079-1. 2+4+512 Seiten.